# پزشکان (سریال تلویزیونی)
پزشکان (به: کره ای 닥터스) یک درام پزشکی محصول سال ۲۰۱۶ کره جنوبی با بازیگری کیم ره-وون و پارک شین-هه است این سریال برای اولین بار در ۲۰ ژوئن ۲۰۱۶ تا ۲۳ اوت روزهای دوشنبه و سه شنبه از شبکه اس‌بی‌اس پخش شد. از اسم‌های دیگر فیلم می توان به دکتر کراش اشاره کرد.

## خلاصه داستان
یو هه جونگ ( پارک شین هه ) دختری میباشد که در بچگی مادر خود را از دست داده و پدرش دوباره ازدواج کرده است و یک خواهر ناتنی دارد . این اتفاق باعث میشود که هه جونگ روحیه ای خشن بگیرد و به به جای درس خواندن مشغول کار هایی مانند دزدی و کتک کاری بشود . روزی او از مدرسه اش اخراج میشود و پدرش او را به مادربزرگش میسپارد . مادربزرگ هه جونگ او را وادار میکند دوباره به مدرسه برود و در انجا معلم جدیدش هونگ جی هونگ ( کیم ره وون ) را ملاقات میکند .(هونگ جی هونگ جراح مغز و اعصابی میباشد که دوست دارد تدریس کند به همین دلیل معلم دبیرستان شده است ) در ان مدرسه او دو دوست به نام سو وو و سون هی پیدا میکند . پدر سو وو در یک بیمارستان بزرگ جراح مغز و اعصاب میباشد . کمکم علاقه ای بین هه جونگ و معلمش هونگ جی هونگ شک میگیرد . از انجا که سو وو هم عاشق معلم خود میباشد باعث اخراج هه جونگ و جی هونگ میشودم . از طرفی دیگر مادربزرگ هه جونگ ارزو دارد که نوه اش پزشک شود . مادر بزرگ هه جونگ یک تومور مغزی میگیرد و از قضا پدر سو وو او را عمل میکند اما در طول جراحی اشتباهی رخ میدهد و هه جونگ مادر بزرگش را از دست میدهد . وی برای فهمیدن مرگ راز الود مادربزرگش تصمیم میگیرد جراح مغز و اعصاب شود. سیزده سال بعد هه جونگ ، سو وو و جی هونگ هم رو در محل کار جدیدشان یعنی بیمارستان گوگیل ملاقات میکنند.